# Auguste Dubail
Augustin Yvon Edmond Dubail (Belfort, 15 aprile 1851 – Parigi, 7 gennaio 1934) è stato un generale francese, che ricoprì l'incarico di Capo di stato maggiore dell'esercito tra il 1911 e il 1912.
Durante il corso della prima guerra mondiale fu comandante della 1re armée durante la battaglia delle Frontiere, e poi Gruppo di Armate Est (Groupement des armées de l'Est). Rimosso dall'incarico nel febbraio 1916 fu nominato Governatore militare del campo trincerato di Parigi, ricoprendo tale incarico fino alla primavera del 1918, quando divenne Gran Cancelliere della Legion d'onore, carica che mantenne fino alla morte. Durante tale mandato nel 1921 creò la Società, e nel 1925 il Museo della Legion d'onore.

## Biografia
Nacque a Belfort il 15 aprile 1851, e nel 1868 entrò all'École spéciale militaire de Saint-Cyr, specialità fanteria, uscendone con la Promozione Suez nel 1870. Nello stesso anno prese parte alla guerra franco-prussiana, combattendo a Saarbrücken, Spicheren e Borny. Il 1º ottobre 1870 fu promosso al grado di sottotenente, assegnato al 10º Battaglione Cacciatori a piedi. Fatto prigioniero dai tedeschi a Metz, una volta liberato partecipò alla repressione della comune di Parigi.
Il 3 marzo 1873 ottenne la promozione a tenente, e fu assegnato al 138º Reggimento di fanteria. Nel 1874 divenne insegnante di arte militare presso l'École spéciale militaire de Saint-Cyr. Frequentò la Scuola di guerra brevettandosi nel 1878, e nello stesso anno fu promosso capitano assumendo il commando del 1º Reggimento zuavi. Tra il 1886 ed il 1887 ricoprì l'incarico di aiutante del Ministro della guerra, generale Georges Boulanger. Il 9 luglio 1888 diviene Comandante di battaglione e Capo di stato maggiore della 41ª Divisione di fanteria, passando poi al 37º Reggimento di fanteria di linea di Nancy. Successivamente ritornò alla fanteria coloniale, promosso colonnello del 1º Reggimento zuavi il 12 ottobre 1901, passando poi al comando del 3º Reggimento zuavi. Nel 1904 è promosso maggior generale, e il 24 dicembre 1904 diviene comandante della 53ª Brigata di Fanteria. Il 6 aprile 1905 assume il comando della 5ª Brigata di fanteria, e tra il 18 settembre 1905 e il 27 settembre 1906 comandò la 14ª Brigata di fanteria. Nel 1904-1905 ricoprì per due volte l'incarico di Capo di gabinetto del Ministro della guerra Maurice Berteaux.

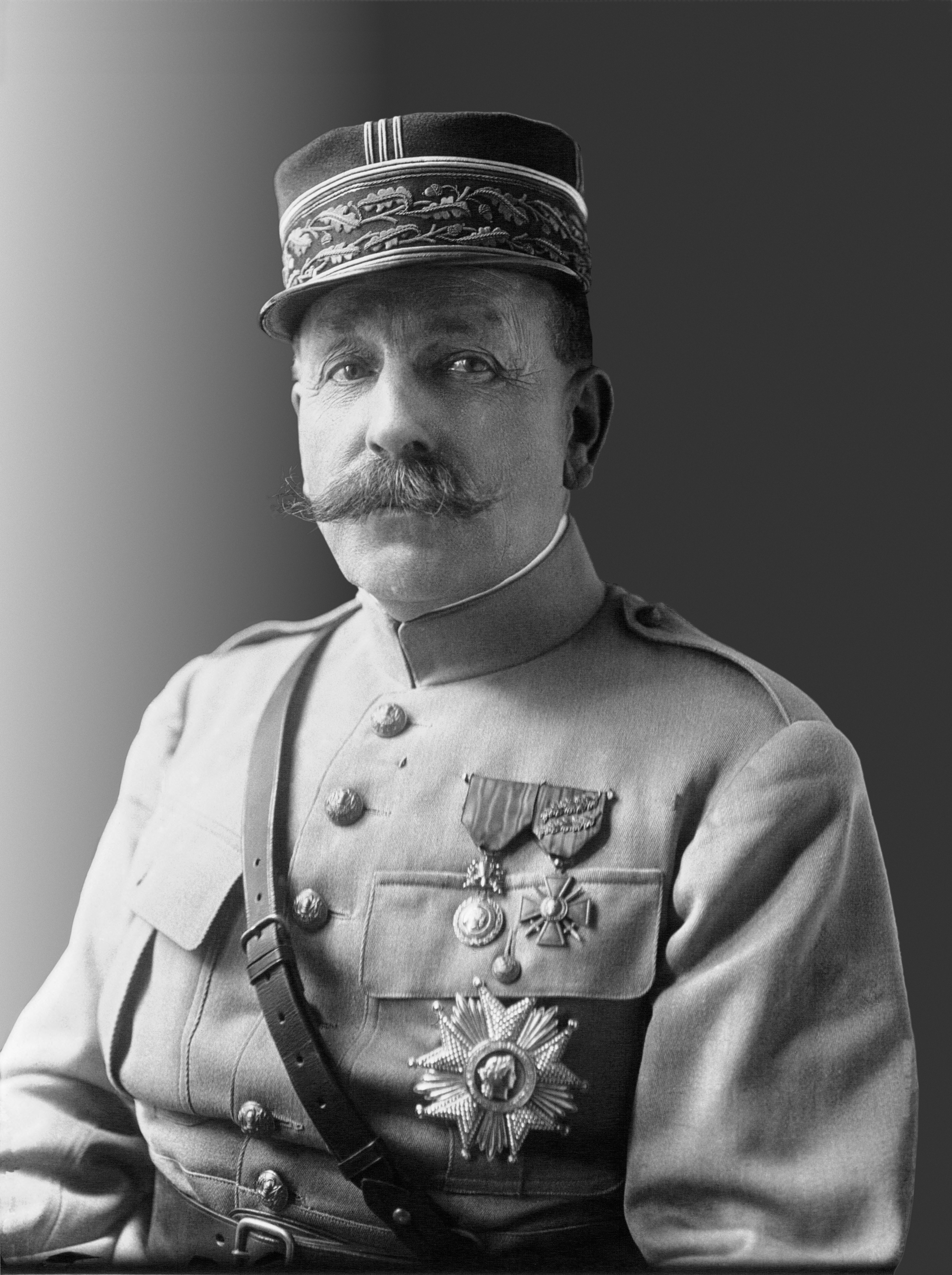
Augustin Dubail

Il 24 dicembre 1906 fu promosso al grado di Generale di brigata, assumendo la direzione dell'École spéciale militaire de Saint-Cyr, mantenendola fino al 25 dicembre 1908 quando venne elevato al rango di Generale di divisione, assumendo il comando della 14ª Divisione di fanteria di stanza a Belfort.

### Capo di Stato Maggiore dell'Esercito francese
Il 30 marzo 1911 sostituì il generale Édouard Laffon de Ladebat come Capo di stato maggiore dell'Esercito francese, e l'assunzione di questo incarico coincise con la crisi di Agadir, un incidente internazionale provocato dall'arrivo di una cannoniera tedesca nel porto marocchino di Agadir. La crisi vide crescere la contrapposizione tra la Germania, da una parte, e la Gran Bretagna e la Francia dall'altra, in quanto entrambe queste nazioni si sentivano minacciate dalla possibile presenza tedesca sulla costa atlantica dell'Africa. Egli prese parte alle negoziazioni tra gli eserciti britannici e francesi, che consentirono di decidere quali piani d'azione adottare in vista di una possibile guerra con la Germania. I negoziati si svolsero a Parigi, concludendosi il 20 luglio, e videro coinvolti da una parte il generale Henry Wilson, Capo delle Operazioni Militari dell'esercito inglese, e dall'altra lui e il Ministro della guerra francese Adolphe Messimy. L'accordo prevedeva in caso di guerra l'invio della British Expeditionary Force inglese, forte di 150.000 uomini e composta da sei divisioni, in territorio francese per essere schierata nel settore Arras-Cambrai-San Quintino.
Il 30 luglio dello stesso anno fu sostituito alla guida dell'esercito dal generale Joseph Joffre, nominato Capo di stato maggiore generale nel 1912. Dopo aver guidato una missione militare in Russia, egli assume il comando del IX Corpo d'armata di Tours (20 gennaio 1912), e divenne membro del Conseil supérieur de la guerre nel corso del 1914.

### La prima guerra mondiale
Allo scoppio della prima guerra mondiale, il 2 agosto 1914 assunse il comando della Ie Armée che diresse nel sud-est della Lorena durante la battaglia delle Frontiere. Il 14 agosto la Ie Armèe, in ossequio al Piano XVII, iniziò l'avanzata su Strasburgo mentre la IIe Armèe del generale de Castelnau avanzò su Morhange. Le forze francesi furono attaccate dalla 6ª (generale Rupprecht di Baviera) e 7ª Armata tedesca (generale Josias von Heeringen). Sotto la guida del Kronprinz Rupprecht di Baviera il 20 agosto le truppe tedesche lanciarono la controffensiva, investendo pesantemente la IIe Armée che fu fermata e indotta alla ritirata. Ciò lasciò scoperto il fianco della Ie Armèe, che dopo aver combattuto a Sarrebourg fu anch'essa costretta a ritirarsi per evitare l'accerchiamento. Il 22 agosto le forze francesi, che avevano subito pesanti perdite, erano di nuovo rischierate sulla Mosella. Contrario alla ritirata, egli provò a fermare l'avanzata tedesca durante la battaglia della Trouée de Charmes, combattuta nel punto di giunzione tra la Ie e la IIe Armée di de Castelnau. Ritiratosi su Nancy, dove fu raggiunto dalla IIe Armée proveniente da Sarrebourg, riuscì a trattenere l'avanzata tedesca e a conservare il possesso della città. In seguito a questo successo gli venne conferita la missione di chiudere l'accesso al massiccio dei Vosgi, riportando un brillante successo durante la battaglia della Haute Meurthe, che fermò definitivamente l'offensiva tedesca in questo settore.

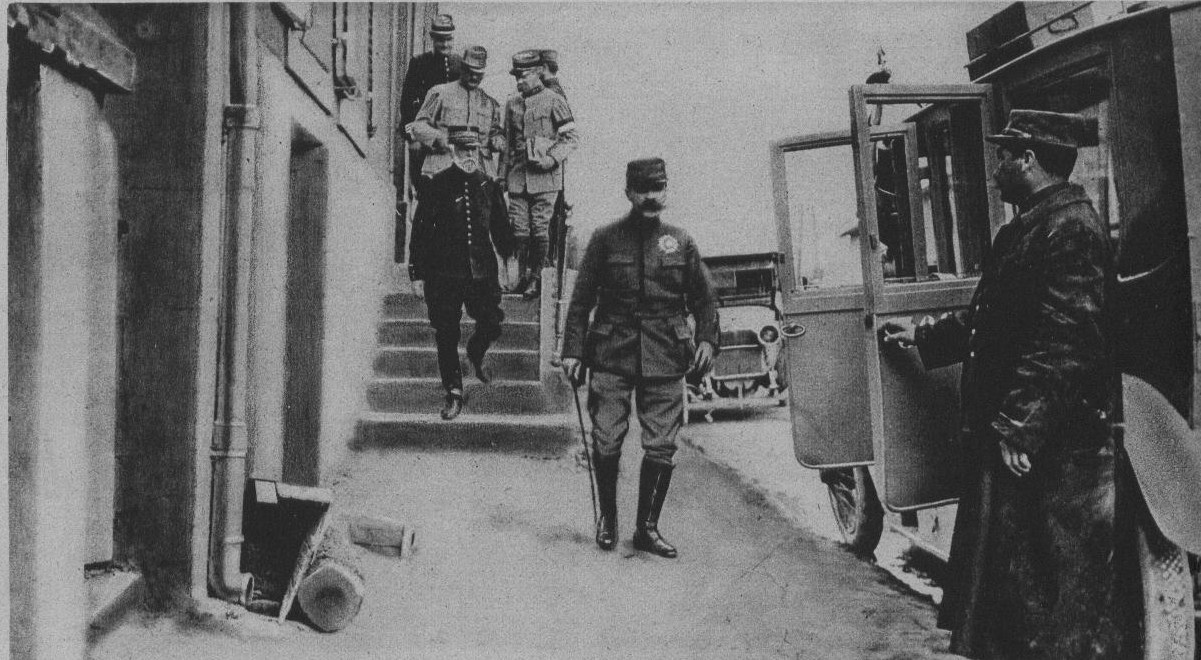
I generali Dubail e Sarrail nelle Argonne nel 1915

Promosso comandante del settore di Saint-Mihiel, diresse gli attacchi sulla Woëvre, ed il 5 gennaio 1915 fu nominato comandante del Gruppo di Armate Est (Groupement des armées de l'Est), comprendente il settore che andava da Belfort a Verdun. A partire dal mese di luglio segnalò all'alto comando dell'esercito l'insufficienza delle difese per quanto riguardava l'artiglieria dei forti, ma i suoi avvertimenti furono sempre ignorati. Un anno più tardi l'offensiva tedesca gli diede ragione, il che non gli evitò di essere sollevato dall'incarico e messo a riposo per limiti di età nel febbraio 1916. Divenuto Governatore militare del campo trincerato di Parigi, ricoprì tale incarico fino alla primavera del 1918.
In quell'anno divenne Gran Cancelliere della Legion d'onore, carica che mantiene fino alla morte. Durante tale mandato nel 1921 creò la Società, e nel 1925 il Museo della Legion d'onore.
Si spense a Parigi il 7 gennaio 1934, e il suo corpo fu inumato presso il Cimitero di Montparnasse. Una avenue del 16° Arrondissement di Parigi fu ribattezzata in suo onore: avenue du Général Dubail.

## Pubblicazioni
- Géographie de l'Alsace-Lorraine, avant et depuis 1870 (1877)
- Précis d'histoire militaire (2 volumes, 1879)
- Atlas de l'Europe militaire (1880)
- Nouvelle méthode pratique pour l'enseignement de la géographie (1880-1888)
- Cours classique de géographie (1882)
- Quelques idées sur la poudre sans fumée et la tactique (1891)
- Éducation militaire, traité méthodique (1892)
- Le Livre de l'officier, conseil et méthode pour l'éducation et l'instruction militaires (1892)
- Quatre années de commandement, 1914-1918. (1re armée. Groupe d'armées de l'Est. Armées de Paris.) Journal de campagne. Tome 1 & 2 (1920), Tome 3 (1921).
- La Guerre racontée par nos généraux. I. Général Dubail: De Liége à Verdun. II. Maréchal Fayolle : De la Somme au Rhin. III. Maréchal Fayolle: Les Batailles de la délivrance (3 volumes, 1920).
- Quatre Années de commandement 1914-1918. 1re Armée-Groupe d'Armées de l'Est-Armées de Paris-Journal de campagne., Fourneir, Paris, 1920